# Allan Boesak
Allan Boesak, född 23 februari 1945 i Kakamas i Norra Kapprovinsen, är en reformert sydafrikansk pastor och politiker.
Med sin doktorsavhandling "Farewell to Innocence" (1976) gjorde Boesak sig känd som befrielseteolog.
1982-1991 var han ordförande för de Reformerta kyrkornas världsallians.
1990 lämnade Boesak sin pastorstjänst inom den Nederländska reformerta kyrkan, efter en utomäktenskaplig affär med tevehallåan Elna Botha, som senare blev hans hustru.
Boesak har även skrivit flera böcker, bland annat "Trampa på törne: att lyda Gud mer än människor".
Boesak var en av centralfigurerna i kampen mot apartheid. Tillsammans med Desmond Tutu hörde han till de främsta ledarna för de svarta kyrkornas kamp mot rasismen.
Boesak var en av initiativtagarna till bildandet av UDF  1983. 1991 valdes han till ordförande för Afrikanska nationalkongressen i Västra Kapprovinsen.
År 2000 fängslades Boesak för förskingring av utländska biståndspengar, men benådades året därpå. Han stod också åtalad för att ha stoppat Sida-pengar i egen ficka men friades på den punkten. 
Boesak lämnade 2008 ANC och anslöt sig till utbrytarpartiet Folkkongressen.